# Amram Blau
Pour les articles homonymes, voir Blau.
Amram Blau, né en 1894 à Jérusalem et mort en 1974 à Jérusalem, est un rabbin haredi israélien, leader de Netourei Karta, connu pour son antisionisme. Il épouse en secondes noces, Ruth Blau, une catholique française convertie au judaïsme.

## Biographie
Amram Blau est né en 1894, à Jérusalem. Il est le fils de Shlomo Yitzchak Blau, originaire de Hongrie et de Esther Shaindel Blau, dont la famille habite Jérusalem, depuis des générations.